# Yaa Gyasi

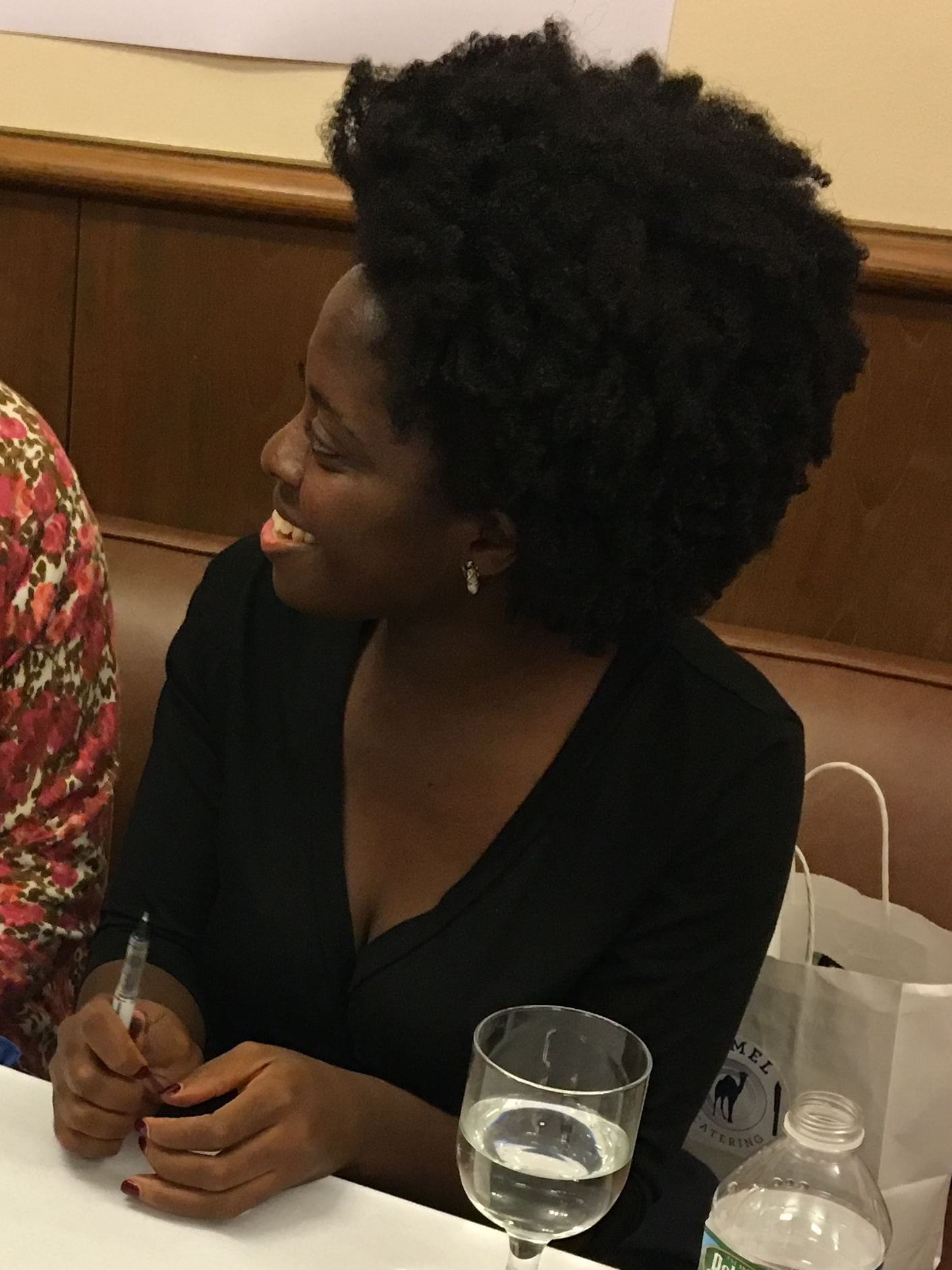
Yaa Gyasi (2017)

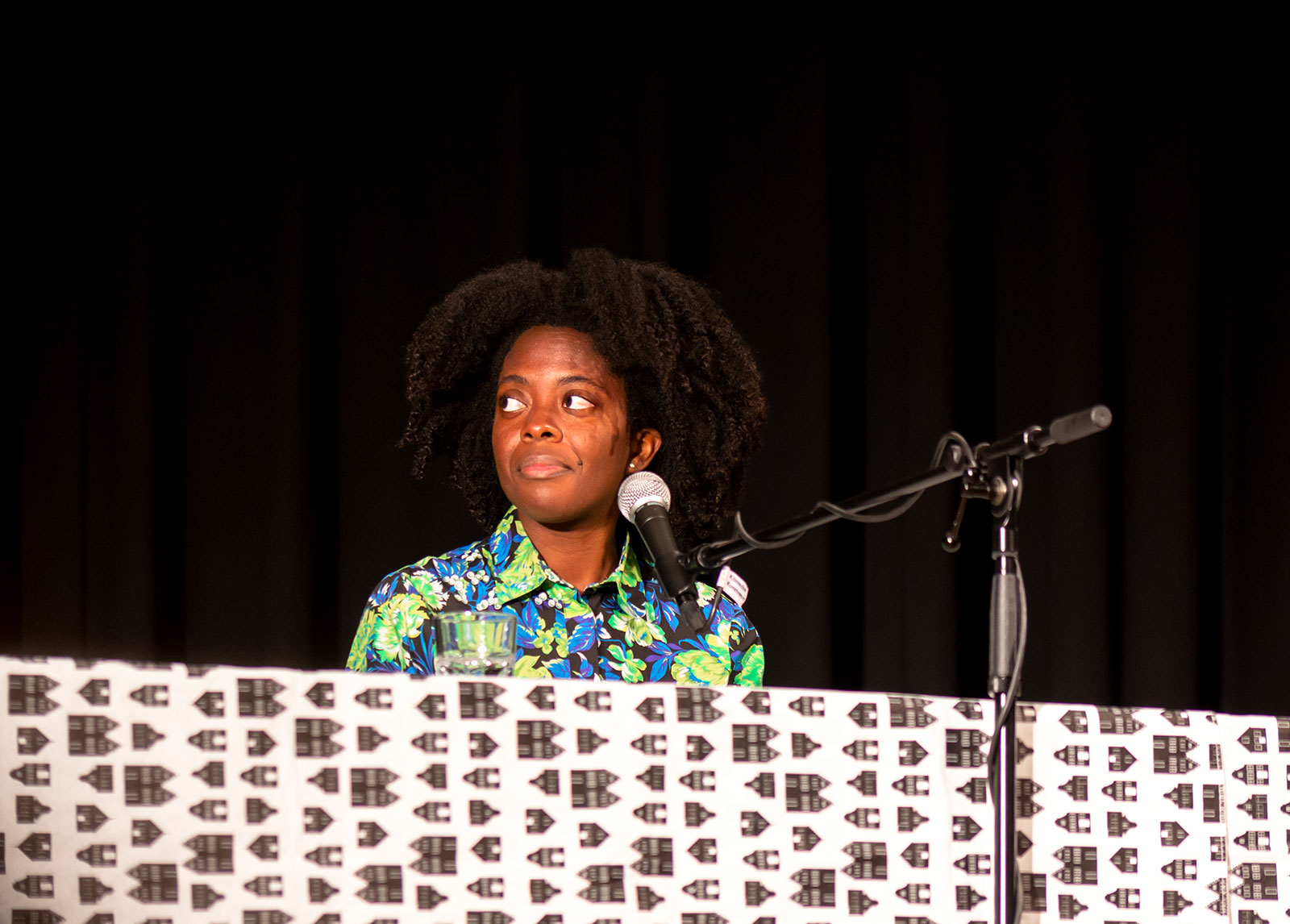
Am 30. September 2021 im Kölner Kunstverein. Lesung aus dem Roman „Ein erhabenes Königreich“. Eine Veranstaltung des Literaturhauses Köln.

Yaa Gyasi (geboren 1989 in Mampong, Ghana) ist eine ghanaisch-US-amerikanische Schriftstellerin.

## Leben
Yaa Gyasis Eltern stammen aus der Ashanti Region. Die Familie emigrierte 1991 in die USA, wo der Vater nach seiner Promotion als Linguist eine Stelle an einer Universität fand. Die Familie lebte in Ohio, Illinois und Tennessee, und seit ihrem zehnten Lebensjahr wuchs Gyasi in Huntsville in Alabama auf, wo sie die Nachwirkungen der amerikanischen Sklaverei im gesellschaftlichen Klima spürte.
Gyasi studierte an der Stanford University (B.A.), jobbte in San Francisco und studierte 2012 Kreatives Schreiben im Iowa Writers’ Workshop (M.A.).
Zu ihrem ersten Roman Homegoing wurde sie durch ihre erste Heimreise nach Ghana inspiriert, die sie als Erwachsene unternahm. Sie besichtigte dort das Cape Coast Castle, das dem Sklavenhandel diente, und sie nahm sich dieses Themas an.
Der Roman verfolgt die Geschichte der Nachkommen einer ghanesischen Frau mit Namen Maame von der Mitte des 18. Jahrhunderts in Ghana über acht Generationen bis in Gegenwart in den USA. Maame hat zwei Kinder, Effia und Esi, die getrennt aufwachsen und jeweils zwei Familienstränge bilden. Erst in der letzten Generation werden mit Marjorie und Marcus die beiden Linien wieder zusammengeführt. Der Roman gliedert sich in zwei große Teile mit Kapiteln, die jeweils den Namen eines Nachkommen tragen. Alternierend wird die Geschichte der beiden Familienlinien in chronologischer Reihenfolge erzählt.
Gyasi erhielt für den Roman verschiedene Nachwuchspreise, so den John Leonard Preis des National Book Critics Circle Award, einen Hemingway Foundation PEN Award, den 5 Under 35 der National Book Foundation, einen American Book Award und einen der Dayton Literary Peace Prizes 2017. Gyasis zweiter Roman Transcendent Kingdom erreichte 2021 die Shortlist des Women’s Prize for Fiction.
Yaa Gyasi lebt in Berkeley, Kalifornien.

## Werke
- Homegoing. Alfred A. Knopf, New York 2016, ISBN 978-1-101-94713-5
  - Heimkehren. Übersetzung Anette Grube. DuMont, Köln 2017, ISBN 978-3-8321-9838-1.
- Transcendent Kingdom. A. Knopf, New York 2020, ISBN 978-0-525-65818-4.[1]
  - Ein erhabenes Königreich : Roman. Übersetzung Anette Grube. Köln : DuMont, 2021